# Protoploea apatela
Protoploea apatela is een vlinder uit de familie Nymphalidae, onderfamilie Danainae.
De wetenschappelijke naam van de soort is voor het eerst geldig gepubliceerd door James John Joicey & George Talbot in 1925.